# شیرین بیان سا (گیاه)
گالگا (نام علمی: Galega officinalis) (در منابع فارسیسداب المعزی [سداب بز]). نام یک گونه از تیره باقلاییان است.
به دلیل خاصیت ضد دیابت و شیرافزا بودن این گیاه، گالگا را در رده گیاهان دارویی دسته‌بندی کرده‌اند. گالگا گیاهی است علفی دایمی از خانواده لگومینه که به صورت وحشی در مناطق مرطوب و کم ارتفاع رشد می‌کند.
از زمان‌های قدیم، گالگا به عنوان داروی ضد دیابت، تب و عفونت‌های انگلی کاربرد داشته است. همچنین از این گیاه را جهت خوراک بز، گوسفند و گاوها استفاده می‌کردند.

گالگا دارای متابولیت‌های ثانویه از جمله آلکالوئیدها (مانند گالگین)، ساپونینها، فلاونوئیدها (مانند ساتیوان و مدیکارپین)، فیتو استروژن‌ها (مانند فلاونول تری گلیکوزید، کامپفرول و کئورستین)، تاننها و اسیدهای چرب (همچون لینولنیک اسید، پالمتیک اسید و لینولئیک اسید) می‌باشد.

بیشترین ترکیب موجود در این گیاه، آلکالوئید گوانیدینی، به نام گالگین است. متفورمین، فرم مصنوعی گالگین است که در درمان دیابت نوع دو مؤثر بوده و سبب کاهش قند خون می‌شود.

این گیاه از دگرانوله شدن سلول‌های آسیب دیده β پانکراس جلوگیری کرده و سبب افزایش بازیابی نسبی این سلول‌ها می‌شود که در نتیجه آن، افزایش ترشح انسولین حاصل می‌شود. همچنین این گیاه از واکوئلیزه شدن سلول‌های کبدی نیز جلوگیری می‌کند.

همچنین طی تحقیقات انجام شده، تأثیر گالگا بر روی کاهش وزن بدن دیده شده است.